# Venceslav Bele
Venceslav Bele [vénceslav belè] (tudi Večeslav Bele), slovenski rimskokatoliški duhovnik, pisatelj, literarni zgodovinar in »narodni delavec«, * 25. julij 1887, Višnjevik v Goriških brdih, † 19. december 1938, Gorica.

## Življenje
Rodil se je v učiteljski družini očetu Antonu in materi Frančiški, rojeni Jakončič. Osnovno šolo je obiskoval v Gradnem, po očetovi selitvi pa jo je končal v Oseku, kjer je prijateljeval z Alojzijem Remcem. Nato je obiskoval nemško gimnazijo in bogoslovje v Gorici. V mašnika ga je 26. julija 1911 v Gorici posvetil nadškof Sedej, novo mašo je obhajal v Oseku 30. 7. 1911. Kaplanoval je v Črničah (1911–1912) in v Podmelcu (1912–1914), v letih 1914–1922 pa je bil vikar v Ponikvah na Tolminskem. Od aprila 1922 do smrti je bil župnik in dekan v Kanalu. Po vojni se je uveljavil kot odličen organizator šolskega, verskega in gospodarskega življenja na Goriškem.

## Delo
Že kot dijak je pisal leposlovne podlistke in ocene za razne goriške časnike. Pomembnih je pet obširnih razprav, objavljenih v katoliški reviji Čas v letih 1909–1911, začenši s temeljnim delom o slogu Cankarjevega pisanja – Cankar in biblija, v katerem je predstavil »paralelizem membrorum«, predvsem s primeri iz knjige Hlapec Jernej in njegova pravica. V sledečih člankih, predvsem nepodpisani Pravdi o beletristiki in Nekaj literarnega, je izrazil svoj pogled na književnost: zavrnil je Nemca Karla Mutha in njegov poziv, naj se religioznost ne vnaša v književnost. Bele je pisatelju »dovoljeval [...], da svobodno izbira, poljubno spreminja in idealizira, dokler jemlje teme iz zgodovine in narave. Zvezal pa mu je misel glede psihološke, filozofske in teološke resnice«. V istem času je v Domu in svetu objavil sedem črtic z realističnimi, deloma tudi avtobiografskimi motivi (prva je Lola: Iz življenja vaškega norca, 1909; zadnja Ko je umiralo leto, 1911) ter zgodovinski spis Ob grobu zadnjih Bourbonov. Izstopa psihološka črtica Filozof (1911), v kateri opisuje "modernega iskalca resnice o človekovi biti. Ko pa ga je po katoliških stopnjah iskanja vrnil v okrilje župnika domače fare, je vzkliknil: »Tako je priromal romar iz tujine v svoj varni dom.« Torej nazaj k »razodeti« resnici."  V letih 1912–1922 je pisal malo: črtica z vojnimi motivi Oče v Domu in svetu, za prvi koledar Goriške matice je 1920. pod psevdonimom Ponikovski v verzih napisal »odlomek malenkostne tragikomedije v dveh slikah Zvonovi in topovi«, v Mladiki pa je 1920. objavil še mladinsko legendo v verzih in 1921. zgodovinski članek o Danteju na Tolminskem, naslanjajoč se na zgodovino Simona Rutarja. Ponudbo za uredništvo Mladike je zavrnil, češ da zaradi življenja v hribih nima dovolj stikov s kulturo. 1923. je soustanovil literarni odsek pri Goriški matici ter bil njegov odbornik in načelnik. S sodelavci Stankom Staničem, Filipom Terčeljem in Jankom Kraljem je osnoval natančen književni program, ki je usmerjal razvoj književnosti na Goriškem. 1924. je postal urednik izdaj Goriške Mohorjeve družbe (uredil je prve tri koledarje velikega formata, in sicer v letih 1925, 1926, 1927). Zavedal se je pomena leposlovja za preproste bralce, zato se je povrnil k večerniški povesti – v koledarjih je 1925. objavil povest Dvakrat poročena, 1926. Smrekov vršiček, Kovačev Jakob pa je izšel po njegovi smrti, 1939. V Našem čolniču je 1925–26 objavljal kratke odrske prizore v verzih, prirejene po Gregorčiču in Mešku. 1927. je uredil še Meškovo knjigo Mladini. Veliko se je ukvarjal s pesnikom Simonom Gregorčičem: Olepševalne rime pri Simonu Gregorčiču (Mladika, 1921). Napisal je še pozitivistično spremno besedo o nastanku in hrambi Jeremijevih žalostink, ugotovil pa je podobnost med Gregorčičem in nemškim pesnikom  Bodenstedtom, ki ga je Gregorčič sam rad prebiral. Članek Simon Gregorčič in Mirza Schaffy je izšel po Beletovi smrti, 1944. v Domu in svetu. V Mladiki in Koledarju Goriške Mohorjeve družbe je objavljal zgodovinske drobtinice in kratke življenjepise (Anton Mahnič, Janez Svetokriški, Fogar, Josip Pagliaruzzi, Valentin Stanič), v Družini pa Slike iz nebeškega sveta (1930). Napisal je več verskih besedil: 1934. je za potrebe šmarnic izdal Marijine rože, za mesečnik Svetogorska kraljica (1938–1939) je napisal spis Iz svetogorske zgodovine, ki je izhajal obe leti (prirejen po knjigi Črva: Sveta gora pri Gorici, Gorica 1883), pesmi in še nekaj člankov.
Zanimal se je tudi za umetnostno zgodovino: v Jadranskem almanahu je 1924. objavil razpravo Dva tolminska umetniška spomenika, v kateri je opisal cerkvico sv. Justa v Koseču pri Drežnici iz 16. stol. in cerkev sv. Danijela v Volčah iz visokega srednjega veka. 
Bele je uporabljal mnoge psevdonime: Višnjevski v mladostnih podlistkih, Štefan Levkos v Domu in svetu, Ponikovski pri Koledarju Goriške matice ter V. Antonov. Opozoriti je treba na različice njegovega krstnega imena, ki se pojavljajo v literaturi: Večeslav v SBL, Venčeslav na spletu, na enem mestu tudi Vincenc v Zádravčevi Zgodovini slovenskega slovstva. 
Goriška Mohorjeva družba je 1953. ponatisnila nekaj Beletovih povesti v knjigi Smrekov vršiček, Zvonovi in topovi pa so bili ponatisnjeni že 1946. v 41. zvezku Nove Talije pod uredništvom L. Lukežiča.
Pokopan je v Šempasu, njegov nagrobnik je delo Toneta Kralja.

## Izbrana bibliografija
- Cankar in biblija. Čas III (1909). 349-374. (COBISS)
- Svetovečerni biseri: Črtica. Dom in svet (1909). 1–5.[mrtva povezava]
- Lola: Iz življenja vaškega norca. Dom in svet (1909). 402–407. [Štefan Levkos][mrtva povezava]
- Z lagun: Skica. Dom in svet (1909). 502–505. [Štefan Levkos][mrtva povezava]
- Ob grobu zadnjih Bourbonov. Dom in svet (1909). 507–513. Arhivirano 2016-03-10 na Wayback Machine.
- Pravda o beletristiki. Čas IV (1910). [Brez podpisa.]
- Nekaj literarnega. Čas IV (1910).
- Smrt in življenje. Dom in svet (1910). 503–506. Arhivirano 2016-03-15 na Wayback Machine.
- Pismo o bibliji. Čas V (1911).
- Jezus v poeziji. Čas V (1911).
- Filozof. Dom in svet (1911). 12–22. [Štefan Levkos][mrtva povezava]
- Ko je leto umiralo. Dom in svet (1911). 92–96. [Štefan Levkos][mrtva povezava]
- Oče. Dom in svet (1917). 48–52. Arhivirano 2016-03-14 na Wayback Machine.
- Detinsko blagovestje. Mladika I (1920).
- Dantejeva jama pri Tolminu. Mladika II (1921).
- Duhovnik in sveto pismo. Zbornik svečenikov sv. Pavla II (1921).
- Staroslovenska imena. Koledar Goriške Mohorjeve družbe, Gorica, 1925.
- Marijine rože: majniška knjiga. Gorica: Katoliška tiskarna, 1934. (COBISS)
- Simon Gregorčič in Mirza Schaffy. Dom in svet (1944).[mrtva povezava]
- Zvonovi in topovi: verzifikacija: odlomek malenkostne tragikomedije v dveh slikah. Gorica: Narodna knjigarna, 1946 (Nova Talija, 41).(COBISS)
- Smrekov vršiček. Gorica: Goriška Mohorjeva družba, 1953. (COBISS)